# بانی زیندل
بانی زیندل (انگلیسی: Bonnie Zindel؛ زادهٔ) روان‌درمانگر، روان تحلیلی و منتشرکنندهٔ داستان‌های تخیلی نوجوانان، نمایش‌نامه‌نویس اهل ایالات متحده آمریکا است. برخی از آثار او توسط روتلج منتشر شده‌است.